# Lenguaje soez

Emoji utilizado en las redes sociales para expresar ira o frustración del remitente. Dependiendo de los diseños de cada plataforma, puede consistir en una cara enrojecida, con ceño fruncido y grawlixes blancos (símbolos tipográficos, como @#$%&, que representan el lenguaje soez) sobre una barra negra que cubre la boca, lo que indica que está maldiciendo o profiriendo insultos.

Caricatura cómica convencional en la que el lenguaje soez se representa mediante signos icónicos varios.

Los términos lenguaje soez,lenguaje adulto, lenguaje crudo, lenguaje grosero, lenguaje vulgar, lenguaje fuerte, lenguaje procaz,lenguaje agresivo, lenguaje malsonantey lenguaje altisonante hacen alusión al conjunto de formas lingüísticas (palabras o expresiones denominadas malas palabras, palabras gruesas, palabras libres, palabras mayores, palabras pesadas, palabras picantes,palabras fuertes, palabras sucias, palabrotas o groserías) que la comunidad lingüística o parte de ella considera inapropiadas, obscenas, indecentes, deshonestas, injuriosas u ofensivas. A quien emplea un lenguaje soez con frecuencia se le considera malhablado, desbocado o bruto.
Estos conceptos suelen identificarse con los de ordinariez, vulgaridad ("cualidad de vulgar") y vulgarismo ("dicho o frase especialmente usada por el vulgo"), y a este último se le identifica con lo soez ("bajo, lo indigno, lo vil") y lo zafio o grosero ("carente de educación o de delicadeza", "de mal gusto", "de escasa calidad o sin refinar", "que carece de precisión o exactitud"), aunque no deben confundirse con la totalidad del registro lingüístico vulgar, coloquial o familiar ni tampoco con las llamadas lenguas vulgares.

Se considera "soez" cuando se hacen manifestaciones lingüísticas de mal gusto, groseras, o con el propósito de ofender al prójimo.
Es propio del lenguaje soez referirse a lo que socialmente se considera sagrado (religión, raza, origen familiar o nacional) o tabú (escatología, determinadas partes del cuerpo, sexo, sicalipsis, humor negro); liberando la tensión emocional con expresiones excesivas o hiperbólicas (blasfemia, maldición, reniego, juramento, voto) o dirigiéndose a un destinatario concreto en forma de improperio, insulto, desprecio, ridiculización, estigmatización o descripción personal exacerbada.
También existe el lenguaje no verbal soez (gestos soeces) e incluso un lenguaje icónico soez (emoticonos).

## Sociolingüística
En ciertos contextos sociales, a pesar de que las palabrotas se consideran inadecuadas, es frecuente que sean muy usadas y no siempre rechazadas, especialmente como interjecciones que expresan desprecio o enojo. Así, por ejemplo, es común que se utilicen, bajo ciertos contextos, con un tono amistoso que puede incluso ser señal de camaradería entre los interlocutores.
Además de esos factores sociolingüísticos, el lenguaje soez se caracteriza por un alto grado de convencionalismo sobre lo que constituye y lo que no una palabrota. El lenguaje soez cambia de significado de un país a otro, o incluso de una región a otra del mismo país; produciendo malentendidos interculturales en los casos de que una palabra sea considerada malsonante o inadecuada en un idioma y en otro no (incluso, dentro de un idioma, en un dialecto y en otro).
En el caso del idioma español, son ejemplos las palabras "concha" (que en algunos países sudamericanos es un término soez para referirse a los genitales femeninos), "pito", "pitillo", "pico" o "corneta" (que en algunos países lo es para referirse al pene), "pisar" o "coger" (que en algunos países americanos lo son para referirse al coito), "cuero" (que en unos países -República Dominicana, Puerto Rico- lo es para referirse a la prostituta, en otros -Ecuador y Venezuela- para la "mujer que es amante de un hombre", en otros -Colombia y Costa Rica- para la "mujer avejentada y fea", y en otros -Guatemala, Honduras, México y Nicaragua- para la "mujer guapa y atractiva"), etc.
Históricamente también se registran cambios en las convenciones que reflejan cambios sociológicos. Así, en la Inglaterra de la época victoriana, se consideraba inadecuado usar la palabra leg ('pata, pierna') incluso para referirse a la pata de la mesa.
La prohibición bíblica de la utilización del nombre de Dios ha sido interpretada de forma distinta en distintas culturas y épocas; al igual que la utilización de determinados nombres como nombres de pila (en la cultura española es aceptado el nombre de "Jesús", incluso con su forma femenina para mujer: Jesusa, y su diminutivo: Suso/Susa; y no en la anglosajona donde es tabú). En noruego la expresión Herregud! ("¡Dios mío!") aún es considerada tabú, mientras que su equivalente en español es de uso corriente.

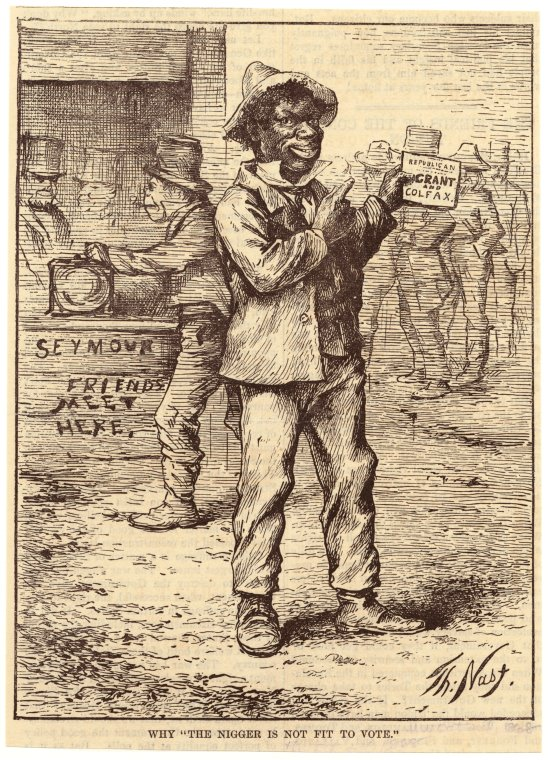
Why the nigger is not fit to vote («Por qué el negro no es apto para votar»), caricatura de Thomas Nast (1868) en la que ilustra la razón por la que los demócratas se opusieron a que los afroestadounidenses tuvieran derecho al voto, debido a que en las elecciones presidenciales de ese año dicho grupo étnico apoyó a los candidatos republicanos Ulysses S. Grant y Schuyler Colfax. La segregación racial del voto en los Estados Unidos no fue abolida definitivamente hasta 1965.

La identidad grupal suscita fuertes sentimientos de superioridad o victimismo localistas, regionalistas o nacionalistas (chovinismo, jingoísmo, supremacismo, xenofobia, racismo), que muy significativamente, se manifiestan en el lenguaje soez con el uso peyorativo de gentilicios o expresiones denigratorias usadas como tales: "negro" -nigger-, "moro", "judío" -jew,kike, "gabacho", boche, "español" o "españolazo", maketo o xarnego, "godo", "gallego", "gachupín", "sudaca", paki, pied-noir, etc.

La labor de la judía: afanar de noche y folgar de día.

Fue la negra al baño y touo que contar ["tuvo que contar"] un año [o "el año"].

- ¿Ayunas, gallego? -A pesar de o demo.

Alça el rabo ruçia, que vanse los de Olmedo [en otra versión "Los de Olmedo conocieron a la burra por el pedo"]
Íñigo López de Mendoza, Refranes que dizen las viejas tras el fuego

## Psicolingüística y educación infantil
La psicolingüística tiene en el uso de las palabrotas y expresiones soeces uno de sus temas de estudio. La adquisición del lenguaje por el niño es un complejo proceso evolutivo en el que intervienen tanto factores innatos como ambientales, entre los que están también la educación y la socialización; y en ese proceso se incluye la adquisición del lenguaje soez, o al menos la conciencia de su existencia. Las formas de afrontarlo (asumirlo, aceptarlo, tolerarlo, evitarlo, ignorarlo o reprimirlo) son muy diferentes según distintos enfoques pedagógicos.

## Patología
Existe una patología caracterizada por el uso involuntario del lenguaje soez, como el síndrome de Tourette. Genéricamente el signo se denomina coprolalia.

## Implicaciones morales e intelectuales
El lenguaje soez tiene implicaciones morales e intelectuales; pero no siempre son valoradas de la misma manera.

La palabrota que ensucia la lengua termina por ensuciar el espíritu. Quien habla como un patán, terminará por pensar como un patán y por obrar como un patán. Hay una estrecha e indisoluble relación entre la palabra, el pensamiento y la acción. No se puede pensar limpiamente, ni ejecutar con honradez lo que se expresa en los peores términos soeces ... Es la palabra lo que crea el clima del pensamiento y las condiciones de la acción.
Arturo Uslar Pietri, La lengua sucia.

La narración burda y el lenguaje soez que utilizan [ciertos medios], disminuyen la capacidad de abstracción del lector, haciéndole pensar de forma muy limitada. No provocan la racionalidad.

... nos sitúa en la paradoja fundamental: la obscenidad... puede constituir un indicio de animalidad, de deshumanización, etc., pero al tiempo es una fuente de situaciones ingeniosas, de riqueza de los personajes, de intercambios comunicativos, de desbordantes reinos de la imaginación.

Recordemos que Cela luchó siempre para que se aceptara con normalidad la eliminación de eufemismos y tabúes sexuales, para que ese lenguaje fuera normalizado en el habla de todas las clases sociales, con la única diferencia de la competencia léxica individual y que, así mismo, luchó para que ese lenguaje no estuviera proscrito de la crítica académica. A ese fin estaban destinados sus Diccionarios Secretos y a él se debe que tales términos "obscenos" estén hoy en el Diccionario de la Real Academia Española.

## Prohibición, censura y corrección política
Pena contra los que de día o noche dicen o cantan palabras torpes y sucias, l. 3. art. Injurias.

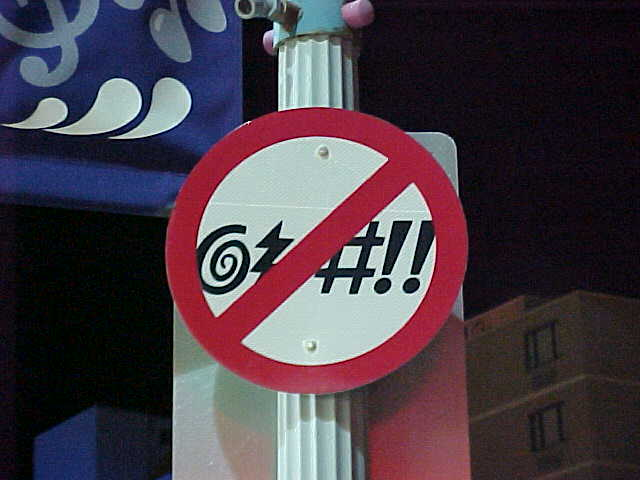
La ley local en Virginia Beach prohíbe el uso de blasfemias a lo largo del paseo marítimo de la avenida Atlantic. Fotografía de un cartel de advertencia con grawlixes.

Bandos publicados en Madrid en 30 de abril, y 3 de noviembre de 1790, que se reiteran cada año.

Siendo el abuso que se nota de la facilidad con que muchas gentes sin educación profieren por las calles públicas, palabras escandalosas y obscenas acompañadas de acciones indecentes: para evitar uno y otro conforme a lo resuelto por S. M. [Su Majestad] ninguna persona de cualquier estado, edad o calidad que sea, profiera en las calles ni otra parte palabras escandalosas ni obscenas, ni haga acciones indecentes con ningún motivo ni pretexto, antes bien guarden toda moderación y compostura; pena a los contraventores de que se les destinará a las obras públicas por quince días, y si fueren mugeres por igual tiempo a San Fernando; cuyas penas se agravarán en caso de reincidencia.
Leyes de Recopilación

El lenguaje soez en publicaciones y medios de comunicación ha sido habitualmente una de las proscripciones de la censura; como ocurrió en el Código Hays de las películas estadounidenses entre 1934 y 1967. En 2015 una proscripción semejante fue objeto de una legislación en Rusia.
En España, la censura literaria durante la dictadura franquista se aplicaba tanto a asuntos políticos como morales, dentro de los que se incluía el lenguaje soez; así, por ejemplo, el censor informaba sobre La Centena (Octavio Paz, 1969):

Débense suprimir los pasajes señalados en las páginas 2 (expresión soez), 16 (tres, especialmente irreverentes), 46-57 /(tendencioso), 58 (expresión soez), 63 (soez e irreverente), 75 (obsceno), 95 (tendencioso pro marxista), 98 (obsceno y atroz).

La censura no tiene por qué ser únicamente ejercida por las autoridades; es mucho más ubicua.

Tras su fallecimiento, la viuda de Amadeus [ Mozart ] se puso en contacto con un editor musical para publicar varios cánones con letras escatológicas. Al editor le interesaron las obras, pero puso como condición que los versos más indecentes fueran sustituidos por otros menos escandalosos. Constanze Mozart aceptó la censura y, durante muchos años, el público ignoró que esos cánones (compuestos para divertir a los amigos) estaban inspirados en humor cacaculopedopisero. Citaré sólo dos de ellos para no convertir este opúsculo en una antología de la música marrón mozartiana. El canon Leck mich im Arsch K. 231 para 6 voces lleva ya en el título la primera bofetada verbal para el burgués melindroso...

Está claro que los tacos son una parte muy expresiva del lenguaje y tienen un valor lingüístico importante, además de que, por su censura social, generan curiosos cambios. Dependiendo de las épocas, esa censura ha sido más o menos fuerte, y siempre más fuerte para las mujeres que para los hombres. Una mujer de la solidez científica de María Moliner no incluyó palabras malsonantes en la primera edición de su Diccionario de uso del español, algo de lo que se arrepintió y rectificó en las directrices para la segunda edición.

Desde finales del siglo XX, especialmente tras los movimientos sociales de 1968 ("prohibido prohibir"), la conveniencia de utilizar o no determinadas formas de lenguaje soez en los medios de comunicación viene determinada no tanto por los conceptos tradicionales de urbanidad o moralidad, sino por el recientemente acuñado de lo "políticamente correcto". Aunque no en todos los ambientes, generalmente se admite que en las letras de las canciones se utilicen todo tipo de términos y expresiones vinculados a las subculturas juveniles, mientras que otras que anteriormente era utilizadas sin ningún tipo de mala conciencia han pasado a definirse como microagresiones racistas o machistas.
En entornos educativos sigue siendo norma la represión de las expresiones groseras. Entre los castigos tradicionales utilizados están los de "lavar la boca con jabón".

## Sinónimos
Además de los términos directamente derivados (grosería, crudeza, procacidad), hay muy distintos sinónimos o expresiones equivalentes a estas denominaciones, muchos de ellos con una utilización restringida a ciertas zonas (localismos):
- Babosada (el DRAE lo recoge como "coloquial", y localizado en México y América Central: "Necedad, tontería - Cosa intrascendente, sin valor")[62] -véase baboso, baba-.
- Barbaridad (el DRAE recoge una de sus acepciones como "dicho o hecho necio o temerario")[63] -no debe confundirse con barbarismo; véase también barbarie-.
- Chuchada (en Chile). No se recoge en el DRAE, pero sí en el Diccionario de americanismos como "expresión grosera o malsonante".[64] La palabra en sí es un término malsonante.
- Culada (en Bogotá)[cita requerida]. El DRAE recoge "culada" con el significado de "golpe dado con las asentaderas o cayendo sobre ellas"[65] -véase culo-.
- Crudeza (el DRAE lo recoge como "Cualidad o estado de algunas cosas que no tienen la suavidad o sazón necesarias. / Rigor o aspereza. / Valentía y guapeza afectadas. / Alimentos que se detienen en el estómago por no estar bien digeridos.) -véase crudo-
- Disparate (el DRAE lo recoge como "hecho o dicho disparatado").[66]
- Gaminada (en Bogotá).[cita requerida]
- Garabato (el DRAE recoge una de sus acepciones como "palabrota").[67]
- Leperada (en El Salvador, Guatemala, Honduras, México y Nicaragua: "Acción propia del lépero - Dicho o expresión grosera"),[68] -véase lépero: en Costa Rica, El Salvador, Guatemala, Honduras, México y Nicaragua: "Soez, ordinario, poco decente". En Cuba: "Astuto, perspicaz". En Ecuador: "Muy pobre, sin recursos". En Nicaragua "ladrón, que hurta o roba"-[69]
- Lisura (el DRAE lo recoge como "ingenuidad, sinceridad", y como americanismo "palabra o acción grosera e irrespetuosa... atrevimiento, desparpajo... gracia, donaire).[70]
- Malcriadez y malcriadeza (el DRAE lo recoge como americanismo: "cualidad de malcriado")[71] -véase malcriado, mala crianza, mala educación, crianza, educación-.
- Ñerada (en Bogotá).[cita requerida]
- Patanada (en Ecuador)[cita requerida]. No se recoge en el DRAE, aunque sí "apatanado": "rústico, tosco"[72]  -véase patán-.
- Picardías (el DRAE recoge una de sus acepciones como "palabras picantes, que rozan la grosería")[73] -véase pícaro-.
- Plebedad (en la costa atlántica colombiana)[cita requerida] -véase plebe-.
- Puteada (el DRAE lo recoge como "malsonante" y "americanismo": "acción y efecto de putear -injuriar-").[74]
- Taco (el DRAE recoge una de sus acepciones como "coloquial": "voto, juramento, palabrota").[75]
- Zanganada (el DRAE lo recoge como "coloquial": "hecho o dicho impertinente y torpe"; y restringido a distintos países: en El Salvador y Nicaragua "acción ilícita" y en Nicaragua "conjunto de rencillas y desórdenes familiares o sociales")[76] -véase zángano-.

## Formas y tratamiento literario del lenguaje soez
El lenguaje soez, que en principio se limitaría a la oralidad, se recoge en la literatura desde la Antigüedad. En la Iliada (Canto VI, verso 327 y ss.), se llama "perra" a Helena de Troya; término que también se usa por Teofrasto en la parte Del malhablado (Περι κακολογίας -Peri kakologias-) en Los caracteres (XXVIII), mientras que Platón pone en boca de Sócrates (en Gorgias) la expresión "por el perro" (una especie de interjección similar al voto o juramento, en relación con el dios egipcio Anubis). Las comedias griegas (p. ej. Las ranas, de Aristófanes -la comedia antigua incluía escatología y lenguaje soez como convenciones del género-) y latinas (p. ej. Truculentus, de Plauto) recogen el habla popular, y con ella muchos ejemplos de palabras y expresiones tenidas por malsonantes. En la prosa latina similar papel cumple El Satiricón de Petronio. En la poesía latina, algunas obras de Catulo se caracterizan por su lenguaje particularmente procaz (su poema 16 comienza con un verso tal –Pedicabo ego vos et irrumabo– que no se publicó su traducción inglesa hasta el siglo XX).

Aristófanes [en Las ranas] emplea un recurso común en la retórica, pues, al prohibir a Jantias que use un lenguaje grosero, lo usa él, regalándonos en estos primeros versos con una sarta de palabras, frecuentes en la Comedia Antigua en sus comienzos y, sobre todo, entre los autores menos destacados. Se trata de los términos, la mayoría con significado ambiguo "me aprieta", "estoy molido", "te haces de vientre", "soltaré una ventosidad" y "vomitar". Toda una serie escatológica, que además pronuncia Dionisio y no Jantias. Sin embargo, este tipo de lenguaje lo emplea Aristófanes en algunas de sus obras. Cf. por ej.: Caballeros, 998 y Lisístrata, 314, mientras que en otras ocasiones vuelve a decir que pone fin a este uso. Cf. Nubes 538-546 y Paz 729 ss.

... mando al frío a tomar por saco [frigori laecasin dico] (42.2)... el bueno de Crisanto la ha diñado [tam bonus Chrysanthus animam ebulliit] (42.3)... si nosotros los tuviéramos bien puestos [Sed si nos coleos haberemus] (44.14)...
Petronio, Satiricón

... el buen poeta debe ser casto, / pero no sus versos que no lo necesitan. / Que estos sólo tienen sal y encanto / si son algo voluptuosos y poco púdicos / y si pueden encender los ánimos...
Catulo 16 (no se ha incluido la traducción del verso inicial).

Determinados géneros de la literatura medieval, como la goliardesca, la trovadoresca y algunos libros de caballerías (Tirant lo Blanc), así como Chaucer (Canterbury tales) o Petrarca (Decamerón) usan con frecuencia el lenguaje soez; lo que sigue siendo común en algunos de los grandes autores de la literatura del Renacimiento y del Barroco (Rabelais, Shakespeare, Cervantes, Quevedo). A partir del siglo XVII y el XVIII, el Clasicismo y el Academicismo revierten esa tendencia, sin que dejen de contarse notables excepciones (Marqués de Sade).
En el siglo XIX, la moral victoriana, que extremaba los códigos de recato y decencia pública (al menos en el plano de la mera apariencia) hasta límites pacatos, proporcionó a la literatura contemporánea un fácil recurso para obtener, con el uso del lenguaje soez, la provocación que define a las vanguardias (épater le bourgeois -"escandalizar al burgués"-). «Los románticos ya habían comenzado a introducir el lenguaje popular en la literatura, pero hasta el naturalismo, y en concreto hasta Zola, no se puede hablar de un verdadero 'sociolecto'. Aunque García Mérou se quejó en su día de las "crudezas" y "términos soeces, repugnantes y bajos" de la novela, para el lector del siglo XX resulta difícil encontrarlos hoy.» «... los tópicos expresivos puestos en boca de los personajes novelescos ... como corresponde al prurito naturalista de reflejar, con la mayor exactitud, el lenguaje vulgar, incluso el más bajo o plebeyo, a veces».

### Pullas, amenazas y malos deseos

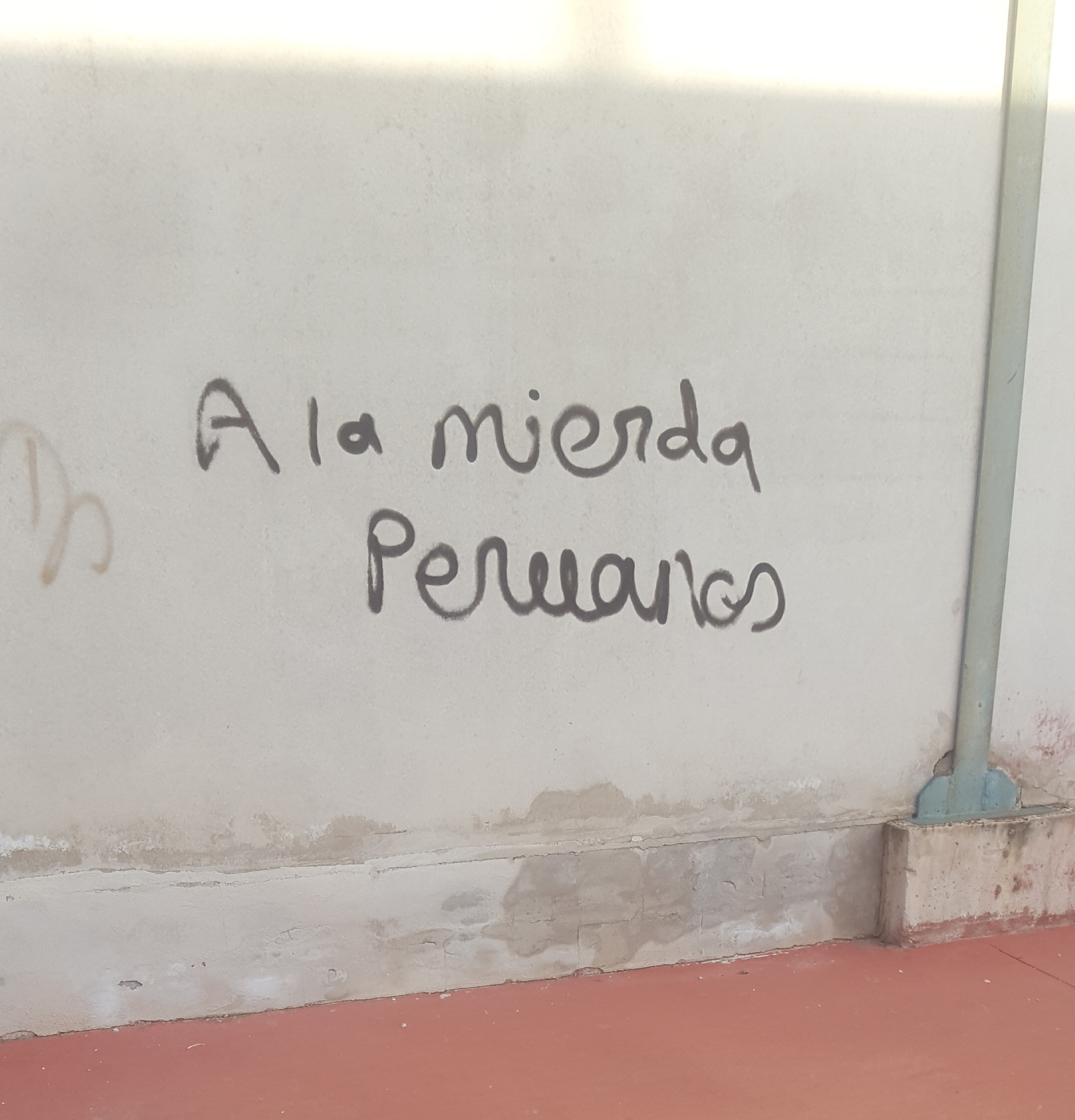
Mensaje xenófobo hacia los peruanos escrita en un muro en Cijuela (España).

La intención de humillar al adversario, las amenazas y malos deseos (imprecaciones, vituperios) son las formas más básicas del lenguaje soez; desde la Edad Media se utilizaban, de broma o de veras, en distintas formas de repentización como el juego de "echarse pullas" (tenzone -tensón- o logomaquia); improvisación similar a la que en las coplas y las jotas se denomina "picadillo", en la música portuguesa se denomina desgarrada y cantigas ao desafío, o en el rap se denomina "pelea de gallos", "desafío" o "batalla" (battle rap).

¡Ay! maldito seas, traydor. Postema y landre te mate, y á manos de tus enemigos mueras, y por crimenes dignos de cruel muerte en poder de rigurosa justicia te veas.

...

¡Ah, don malvado! ¿Verla quieres? ¡Los ojos se te salten!

...

... flaca puta vieja... ¡Putos días vivas, vellaquillo! ¿Y cómo te atreves?... que tan puta vieja era tu madre como yo!
La Celestina, 105, 106 y 120

¡Vaya, dónde se va usted a poner, tía bruja! Afuera, o la reviento de una patada.
Benito Pérez Galdós, Fortunata y Jacinta

### Insulto

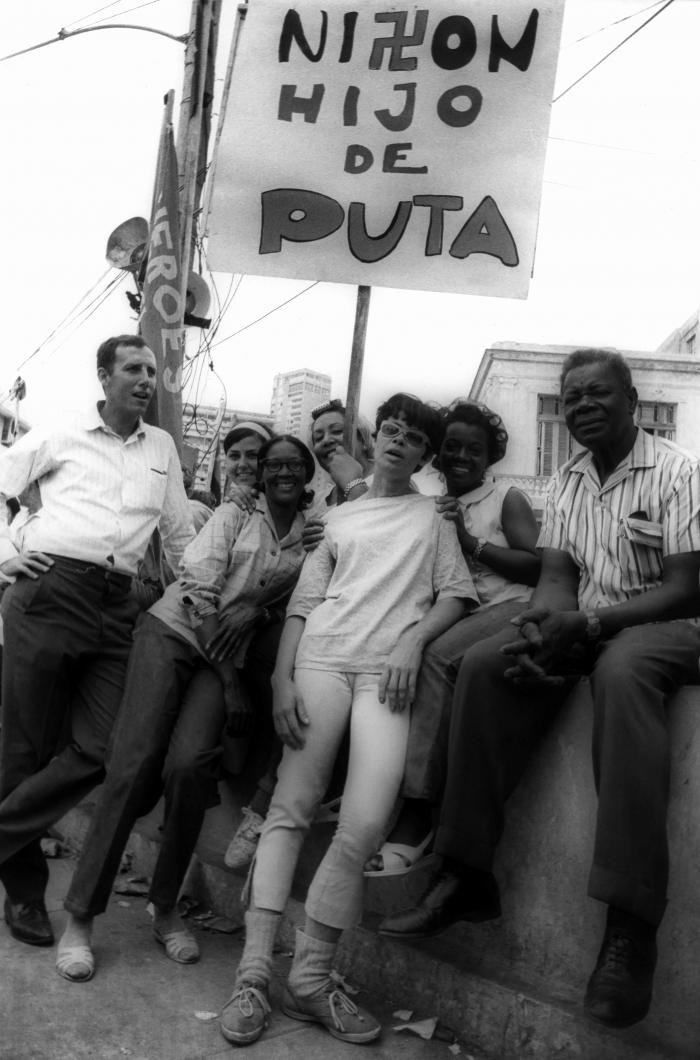
Protestantes en La Habana posando con un cartel con insultos a Richard Nixon por el secuestro de dos embarcaciones pesqueras cubanas por parte del grupo armado anticastrista Alpha 66 en julio de 1970. Previamente, Fidel Castro dio la orden de alterar la letra x del apellido del presidente estadounidense como una esvástica para denigrarlo.

Muchas palabras soeces se utilizan como insultos para menospreciar u ofender a una persona. Entre muchas otras, se emplean palabras malsonantes en referencia a la apariencia y cualidades físicas, mentales y morales, personalidad, orientación y capacidad sexual, origen familiar, racial, nacional o local, religión, creencias, opiniones y afiliaciones (políticas, deportivas), condición socioeconómica, etc.

-Vos siempre has de servir de estorbo, pendejo -me rezongó al pasar, no sé si para desahogarse o ajeno.
Jorge Luis Borges, Hombre de la esquina rosada

Hay gilipollas y gilipollas. Quiero decir que hay tontos del haba congénitos, de pata negra, que no lo pueden evitar por mucho empeño y buena voluntad que le echen al asunto.
Arturo Pérez-Reverte, Gili-Restaurantes

También es propio del lenguaje soez utilizar los insultos, incluso los más graves, con sentido totalmente opuesto, de alabanza o familiaridad.

–Partes son ésas –respondió el del Bosque– no sólo para ser condesa, sino para ser ninfa del verde bosque. ¡Oh hideputa, puta, y qué rejo debe de tener la bellaca!

A lo que respondió Sancho, algo mohíno:

–Ni ella es puta, ni lo fue su madre, ni lo será ninguna de las dos, Dios quiriendo, mientras yo viviere. Y háblese más comedidamente, que, para haberse criado vuesa merced entre caballeros andantes, que son la mesma cortesía, no me parecen muy concertadas esas palabras.

–¡Oh, qué mal se le entiende a vuesa merced –replicó el del Bosque– de achaque de alabanzas, señor escudero! ¿Cómo y no sabe que cuando algún caballero da una buena lanzada al toro en la plaza, o cuando alguna persona hace alguna cosa bien hecha, suele decir el vulgo: "¡Oh hideputa, puto, y qué bien que lo ha hecho!?" Y aquello que parece vituperio, en aquel término, es alabanza notable; y renegad vos, señor, de los hijos o hijas que no hacen obras que merezcan se les den a sus padres loores semejantes.
Miguel de Cervantes, Don Quijote de la Mancha, II, XIII

Avec mon bouquet d'fleurs, j'avais l'air d'un con, ma mère...
Georges Brassens, Marinette

### Blasfemia
El predominio secular del cristianismo en España y los países de cultura española ha producido una familiaridad extrema con ciertos conceptos religiosos, que se toman como base para expresiones del lenguaje soez. A pesar de ser consideradas expresiones formalmente blasfemas, la intención del hablante que las emplea no es la de realizar ninguna ofensa religiosa, a no ser que se añada algún otro rasgo más evidente en el contexto de la comunicación.
Para evitar incurrir en ellas, han surgido expresiones alternativas que comienzan de modo similar y terminan de otra manera, sugiriendo un arrepentimiento súbito tras un inicio espontáneo ("ost...ras", "me cago en di...ez").
La prevención de incurrir en blasfemia ha suscitado burlas literarias.

-¡Oh, cuerpo de Dios, ama! ... ¡Malaventurado de mi y de vos! ... -Pues, Pablos, ¿yo qué he hecho? ... Pues, ¿yo he hecho algo contra la fe? -Eso es lo peor -decía yo-. No os burléis con los inquisidores; decid que fuiste una boba y que os desdecis, y no neguéis la blasfemia y desacato. ... ¿No os acordáis que dijisteis a los pollos pío, pío? ¿Y es Pío nombre de los papas, vicarios de Dios y cabezas de la Iglesia? Papaos el pecadillo.
Francisco de Quevedo, La vida del Buscón

¿Que la Virgen de Covadonga es pequeñina y galana? ¡pues que se joda!
Atribuido apócrifamente a Camilo José Cela.

### Énfasis
Muchas de estas palabras se usan de forma que una queja o expresión tenga un poder de emisión más fuerte. Por ejemplo, "El pie me duele mucho" es más débil que "El pie me duele como la madre que lo parió". Se entiende que el dolor es más fuerte de lo normal al decir palabras soeces.[cita requerida]

Y ¿cuánto renta cada año? Dígame, señor sacristán, por su vida. -¡Renta la puta que me parió! ¿Y estoy yo agora para decir lo que renta? -respondió el sacristán, con algún tanto de demasiada cólera.
Miguel de Cervantes, Rinconete y Cortadillo

... you're so fucking crazy you can't follow their rules
John Lennon, Working class hero

### Dobles sentidos, albures, calambures y sobreentendidos
Hay muchos tipos de juegos lingüísticos o paronomasias que se consideran parte del lenguaje soez; la mayor parte de las veces por sus connotaciones sexuales. El albur se basa en el uso de uno o varios vocablos con un doble sentido en su significado. En esa acepción el DRAE lo considera un americanismo (de México y la República Dominicana): "Juego de palabras de doble sentido."
"Agrupación de varias sílabas de modo que alteren el significado de las palabras a que pertenecen, como en este es conde y disimula."
"Aquello que no está expresado, especialmente lo que se da por supuesto en una declaración, en una conversación, etc."

Al ver llegar la morena / que no hacía caso de naides / le dije con la mamúa: / "Va... ca... yendo gente al baile."

La negra entendió la cosa / y no tardó en contestarme / mirándomé como a perro: / "más vaca será su madre".
José Hernández, Martín Fierro, III, VII

... ya tu amor no me interesa / lo que ayer me supo a gloria / hoy me sabe a pura / miércoles por la tarde y tú que no llegas...
Juanes, La camisa negra

Por esto diz' la pastraña de la vieja ardida: / Non á mala palabra si non es a mal tenida: / verás que bien es dicha si bien es entendida: / entiende bien mi dicho e avrás dueña garrida. / La bulra que oyeres no la tengas en vil: / la manera del libro entiéndela sotil / que saber bien e mal, dezir encobierto e doñeguil, / tú non fallarás uno de trobadores mil. / ... / Las del buen amor son razones encubiertas: / trabaja do fallares las sus señales çiertas; / si la razón entiendes o en el seso açiertas, / non dirás mal del libro que agora refiertas.
Juan Ruiz, arcipreste de Hita, Libro del buen amor

Almohadín es a almohadón lo que cojín es a X./ Nos importa tres X que nos cierren la edición
Apócrifo, atribuido a Álvaro de la Iglesia, La Codorniz

### Interjección
En viéndome, dizen, Oxte; / Empero, no dizen, puto, / Que aunque no me tengo bien, / Jamás he dado de culo.
Francisco de Quevedo, Romance C - Refiere él mismo sus defectos en bocas de otros

("oxte" es una interjección utilizada "para rechazar a alguien o algo que molesta, ofende o daña", y "oxte, puto" una locución interjectiva con el mismo significado).

¡Viva México, cabrones!
Popular

### Disfemismos y eufemismos
No hay por qué limpiarse el culo -dijo Gargantúa-, si no hubiere mierda en él; mierda no la hay si no se caga; así pues, el cagar es necesario antes de limpiarse el culo.
François Rabelais, Gargantúa

Izas, rabizas y colipoterras: drama con acompañamiento de cachondeo y dolor de corazón
Título de una obra de Camilo José Cela

... gargall de la ciència / i amb tuf de sang i merda, Sa Excremència!– / Glòria del bunyol...
Joan Brossa, Final

El colmo de la ridiculización del erotismo y machismo se halla en la apuesta entre godos y castrofortinos sosteniendo los primeros que "los genitales masculinos tenían más nombres que los femeninos, y que en ello se mostraba de manera palmaria e indiscutible la virilidad de la raza." Después de largas encuestas, la disputa se zanja a favor de Castroforte con el resultado de "632 Hembras contra 337 Machos" sea, en términos lacónicos de Torrente Ballester, "Gana coño y color".
Citas literales de Gonzalo Torrente Ballester, La saga/fuga de J. B.

Es significativo que el “Viva México, hijos de la Chingada” sea un grito patriótico, que afirma a México negando a la Chingada y a sus hiios. Si la Chingada es una representación de la Madre violada, no me parece forzado asociarla a la Conquista que fue también una violación, no solamente en el sentido histórico, sino en la carne misma de las indias. El símbolo de la entrega es doña Malinche, la amante de Cortés. Es verdad que ella se da voluntariamente al Conquistador, pero éste, apenas deja de serle útil, la olvida. Doña Marina se ha convertido en una figura que representa a las indias, fascinadas, violadas o seducidas por los españoles. Y del mismo modo que el niño no perdona a su madre que lo abandone para ir en busca de su padre, el pueblo mexicano no perdona su traición a la Malinche. Ella encarna lo abierto, lo chingado, frente a nuestros indios, estoicos, impasibles y cerrados.
Octavio Paz, Los hijos de la Malinche, en El laberinto de la Soledad

Niño, deja ya de joder con la pelota, / que eso no se hace, que eso no se dice, que eso no se toca
Joan Manuel Serrat, Esos locos bajitos

Yo fui siempre un marido comedido, / que en tal comedimiento está mi flaco. / Jamás oyó de mí nada atrevido, / que cuando algún bellaco / mi calma exasperaba y distraído / soltaba en su presencia cualquier taco, / procuraba al instante / disimular la frase mal sonante / y usaba de vocablos / que eran sustitutivos de venablos. / ¡Cuántas veces he dicho, centelleante: / “còrcholi”, que es un taco italiano, / en lugar del venablo castellano.
Pedro Muñoz Seca, La venganza de Don Mendo [inventa la etimología; en realidad, "córcholis" es un eufemismo castellano].

### Ironía y sarcasmo
«... la sátira... en algunas de sus expresiones más bajas puede utilizar lenguaje soez y escatológico no a manera de ataque directo sino como medio de desacralizar ambientes, situaciones o personajes que se quieren ridiculizar. Cercana a la sátira se encuentra la invectiva...»

## En distintos idiomas

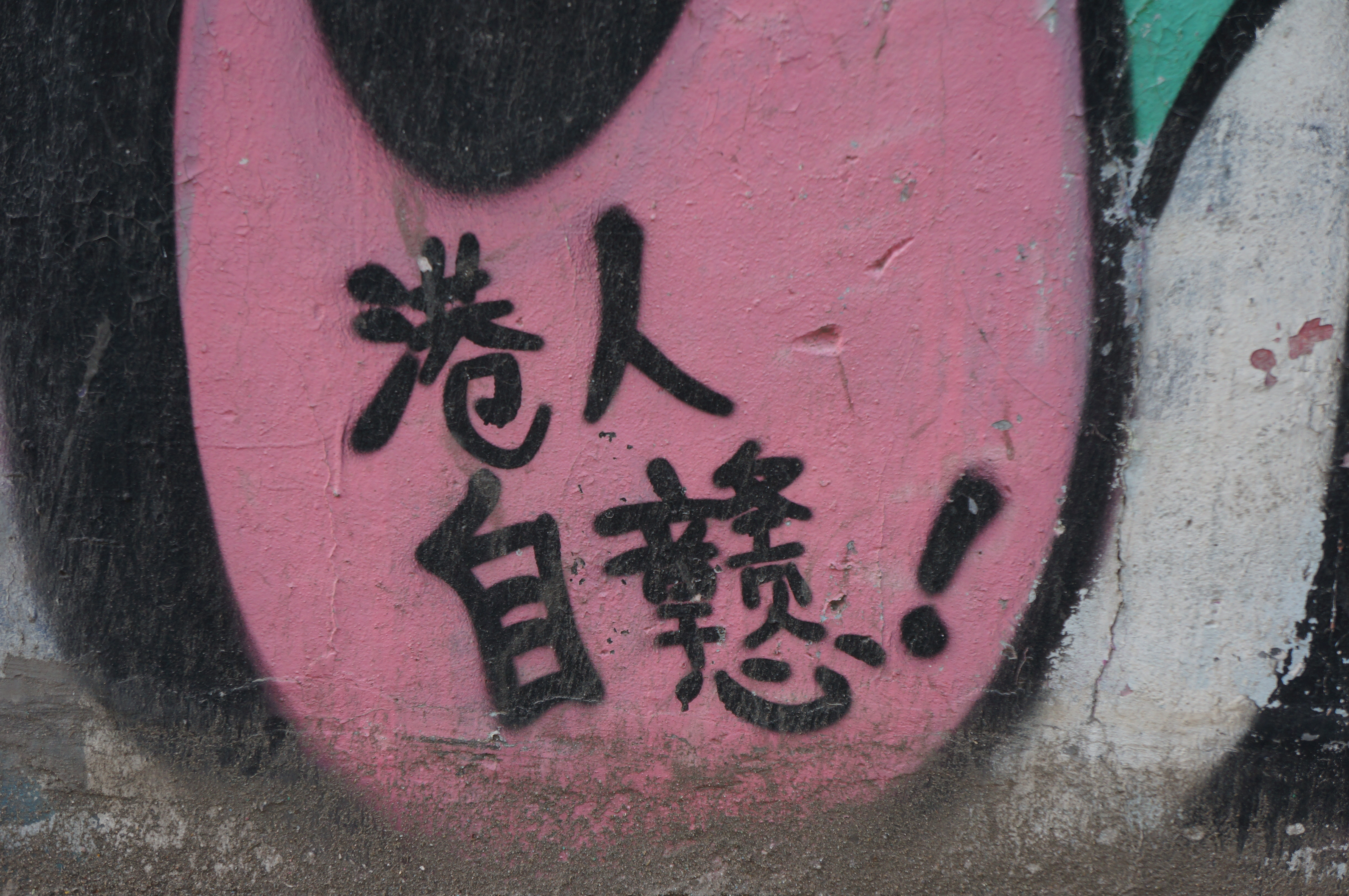
Grafiti en donde se lee la frase 港人自戆! (Los hongkoneses nacieron para ser estúpidos) escrita en Calle Moganshan, 50.

- Lenguaje soez en griego[131]
- Lenguaje soez en latín
- Lenguaje soez en español[132]
- Lenguaje soez en catalán[133]
- Lenguaje soez en portugués[134]
- Lenguaje soez en francés[135] (juron, vocabulario del capitán Haddock)[136]
- Lenguaje soez en italiano (turpiloquo, bestemmie o parolaccia)[137]
- Lenguaje soez en inglés[138] (profanity -"profanidad"-, Four-letter word -"palabra de cuatro letras"-,[139] trash-talk -"habla basura",[140] smack talk -"habla bofetada"-,[141] fighting words -"palabras de pelea"-,[142] flyting,[143] the dozens,[144] slang, expletive[145] -no debe confundirse con expletivo-[146])
- Lenguaje soez en alemán[147]
- Lenguaje soez en ruso y otros idiomas eslavos (мат mat, матерщи́на matershchina)[148]
- Lenguaje soez en árabe[149]
- Lenguaje soez en cantonés[150]
- Lenguaje soez en japonés[151]
- Lenguaje soez en euskera[152]

... que los vascos no tienen tacos. Que son tan profundamente católicos que carecen de la adecuada ordinariez verbal y han de recurrir [al castellano]... Pues sí. Se oye y se lee cada dos por tres lo de que el euskera carece de maldiciones. ... para pasmo de propios y de extraños, en Euskadi estamos oyendo todos los días ... giros genuinos que vienen a desmentir a los académicos monóglotas y al personal polvoriento, que conoce el euskera, pero no lo sabe, tan inmaculada y presunta particularidad. ... Camilo J. Cela [también] ... incurrió en el estereotipo o prejuicio ... de la ausencia de groserías en la lengua vasca. ... Otro error reiterado por los lingüistas de ateneo consiste en aseverar que, de puro asexuado, el euskera no distingue el masculino del femenino en su gramática. Creencia absurda e inexacta. ... Es probable que la querencia forastera -y a veces indígena- de difundir la falsa especie de que el euskera no dispone de léxico venéreo provenga de las muchas veces que el profano ha escuchado a los nativos intercalar cervantinos juramentos y quevedescas blasfemias en su incomprensible discurso. Taracea verbal muy propia de los medios campesinos ...  El vasco, en efecto, no desdeña la sonoridad catártica del castellano a la hora de imprecar. Lo cual no permite concluir, ni mucho menos, que el euskera sea deficitario en locuciones sucias. Uno, que tiene un pie en Izarraitz y otro en Somosierra, no ignora que el tópico que aquí estamos intentando rebatir ha sido innúmeras veces manipulado con vistas a completar una caracterología vasca mojigata, engarzacredos y jesuítica. Existe un empeño carpetovetónico generalizado que invariablemente endosa a los vascos una segunda piel -epidérmica o hipodérmica- en forma de sotana, obedeciendo tal vez a un prurito librepensador antaño prestigioso y hoy envilecido. El Libro Azul de los Coros y Danzas da por sentada la inexistencia de palabras sicalípticas en euskera y ello se conserva como dogma de fe útil e incluso ponzoñoso.